# Sacro terrore
Sacro terrore (Holy Terror) è un graphic novel scritto e disegnato da Frank Miller.

## Trama
La storia è un manifesto sulla Guerra al Terrore scatenato dall'integralismo religioso; la vicenda non fa distinzioni tra buoni o cattivi, ma piuttosto è uno schietto confronto serrato di coloro che difendono le conquiste morali, politiche e sociali dell'Occidente dagli attacchi delle organizzazioni e Stati da Miller ritenuti oscurantisti, violenti e oppressivi in prima istanza con i propri simili o cittadini oltre che con gli "infedeli".
Questa battaglia è ingaggiata dall'eroe "Fixer", un "dirty", cattivo quanto basta ma dalla "parte giusta", cioè senza dogmi "garantisti" (ritenuti dall'autore superabili, o sospendibili nell'emergenza) o posizioni etiche a doppio standard tipici di certi opinion leader (anche questi già criticati in altre sue opere), aiutato dalla compagna Gatta ladra, Natalie.

## Produzione
In origine, l'opera era stata progettata e pensata con protagonisti i personaggi DC di Batman e Robin, ma rifiutata dalla casa editrice in quanto troppo tranchant e radicale. Nel settembre del 2011 è dunque uscita per la casa indipendente Legendary Comics con il personaggio principale modificato nel giustiziere con pochi scrupoli "The Fixer", aiutato da una compagna, agilissima in quanto formatasi come ladra acrobatica.
Miller si è subito attirato molte critiche per il soggetto di questo romanzo grafico, in quanto parla di una guerra al terrorismo senza sconti o diplomazie di sorta. Il nemico che The Fixer combatte è rappresentato dagli estremisti religiosi, ma anche derivante da una decadenza subentrata del mondo occidentale; il seme dell'odio stesso è indicato chiaramente in quella parte della comunità islamica che si identifica come fondamentalista, in quanto farebbe da "humus" all'integralismo terrorista.

## Edizione
- Frank Miller, Sacro Terrore, traduzione di Michele Foschini, Bao Publishing, 2012, ISBN 978-88-6543-072-9.